# Спитц, Марк
Марк Эндрю Спитц (англ. Mark Andrew Spitz, родился 10 февраля 1950 года в Модесто, Калифорния, США) — американский пловец еврейского происхождения, был третьим из четырёх 9-кратных олимпийских чемпионов в истории спорта (наряду с Пааво Нурми, Ларисой Латыниной и Карлом Льюисом). Первый человек, завоевавший 7 золотых олимпийских медалей на одних Играх (Мюнхен-1972). В 2008 на Олимпийских играх в Пекине его американский коллега по команде, Майкл Фелпс, превзошёл этот результат, став 23-кратным олимпийским чемпионом и завоевав 8 золотых олимпийских медалей на одних Играх. Однако каждое золото Спитца в 1972 году было мировым рекордом.
Достижения Марка Спитца:
- Установил 33 мировых рекорда. Ещё 2 не были учтены, поскольку ставились на тренировках[3][4].
- Признавался лучшим пловцом мира в 1969, 1971 и 1972
- Выиграл 5 золотых медалей на Панамериканских играх в 1967
- Выиграл 10 золотых медалей на Маккавейских играх в 1965 и 1969
- В 1985 открывал Маккавейские игры, а в 2005 был знаменосцем сборной США на этих Играх

## Ранние годы

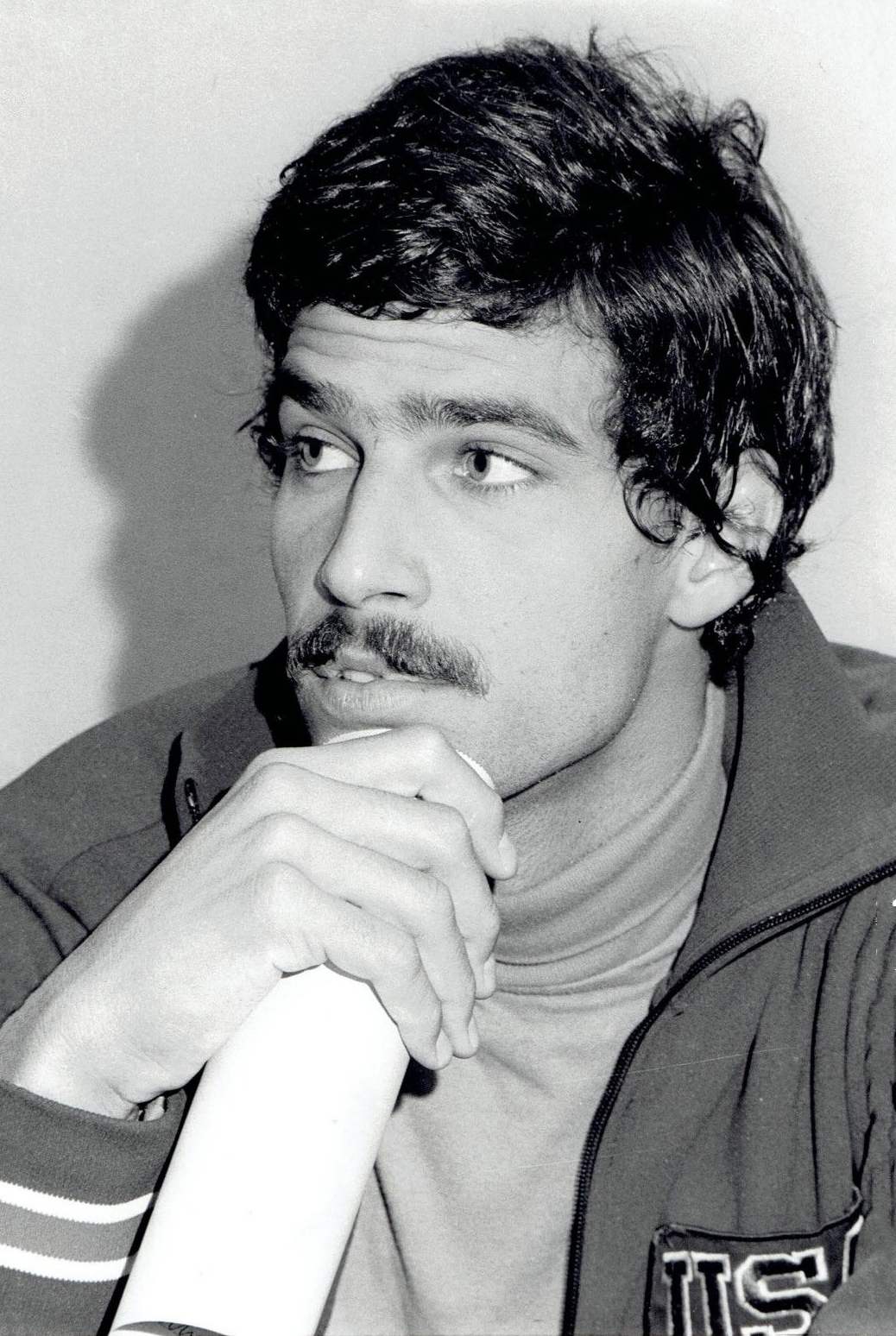
Спитц в 1972 году

Марк родился первым из трёх детей в семье Арнольда и Леоноры Спитц. Семья отца когда-то выехала из Венгрии, а его мать была родом из России. Когда Марку было два года, семья переехала в Гонолулу, где он ежедневно плавал на местном пляже, Вайкики. «Вам надо было видеть его в те годы, когда он бросался в волны и заплывал всё дальше, а мне казалось, что он просто хочет покончить с собой!», — говорила его мать репортёру «Таймс» в 1968 году.
В 1956 родители переехали в Сакраменто. Здесь, в возрасте шести лет, Марк вступил в местную спортивную секцию по плаванию. Начались тренировки и соревнования. С девяти лет Марк Спитц тренировался уже в лучшем спортивном клубе своего города, под руководством Шерма Чавура, тренера, воспитавшего, кроме Марка, ещё шесть олимпийских чемпионов.
В возрасте 10 лет Марк Спитц установил свой первый мировой рекорд в категории юниоров, поставив уже 17 рекордов национальных. Когда Марку исполнилось 14, семья переехала в Санта-Клару, где юноша продолжил тренировки под руководством опытного пловца и тренера семи олимпийских сборных США, George Haines. Через два года, в 1966, во время национального первенства Американского атлетического союза (AAU), 16-летний Марк Спитц выиграл заплыв среди взрослых на 100 метров баттерфляем, а в следующем году поставил мировой рекорд в заплыве на 400 м вольным стилем, показав 4:10:60, — и вышел на международную арену.

## На покое
Спитц ушёл из спорта в 1972 году, в разгар Олимпийских игр 1972 года в Мюнхене в возрасте 22 лет, во время своего триумфального участия в которых смог завоевать рекордное количество золотых медалей на одной Олимпиаде. Марк Спитц увёз с собой 7 медалей высшего достоинства (причём все золотые медали были выиграны с мировыми рекордами). Причиной для прекращения участия в олимпийской программе и в большом спорте в целом, послужил террористический акт в разгаре Олимпиады 1972 года, осуществленный палестинскими террористами из группировки «Чёрный сентябрь» и унёсший жизни 11 членов израильской олимпийской делегации.
В будущем, его менеджеры хотели сделать из него звезду шоу-бизнеса, но после нескольких попыток выяснилось, что Марк не очень телегеничен и теряется перед камерами.
В 1991 году американский кинорежиссёр и продюсер Бад Гринспен, прославившийся своими документальными фильмами о спорте, предложил Спитцу 1 миллион долларов США, если тот сумеет отобраться в команду США на Олимпийские игры в Барселоне. Под объективами кинокамер Спитц приступил к усердным тренировкам и в возрасте 41 года сумел приблизиться к своим олимпийским результатам 20-летней давности, а на отдельных дистанциях даже превзойти их. Но спорт за 20 лет ушёл далеко вперёд, и Спитц не сумел угнаться за ним (даже Геннадий Пригода, занявший последнее место в финале олимпийского барселонского заплыва на 100 метров вольным стилем, проплыл на секунду быстрее «золотого» результата Спитца в Мюнхене-1972).
В 2006 году Спитц читал закадровый текст в документальном фильме «Неистовство свободы».